# Volker Winkler (Politiker)
Volker Winkler (* 29. Juli 1945 in Sachsenhausen) ist ein ehemaliger österreichischer Politiker (FPÖ) sowie Spengler- und Installateurmeister. Er war von 1984 bis 1989 Abgeordneter zum Salzburger Landtag und von 1989 bis 1992 Landesrat in der Salzburger Landesregierung. 

## Ausbildung und Beruf
Winkler wurde in Deutschland geboren und besuchte von 1951 bis 1955 die Volksschule in Rauris. Er wechselte danach von 1955 bis 1959 an die Hauptschule in Mittersill bzw. Lend und absolvierte im Anschluss von 1959 bis 1963 eine Lehre als Spengler, Wasserleitungsinstallateur und Zentralheizungsbauer in Salzburg sowie Rauris. Nachdem er zwischen 1969 und 1970 die Konzessions- und Meisterprüfungen abgelegt hatte, übernahm er 1973 den von seinem Vater Hans Winkler gegründeten Familienbetrieb in Rauris. 1986 gründete er die Energietechnik Winkler GmbH und übertrug Personal, Maschinen und Werkzeuge von der Einzelfirma in die neue Firma. Zudem dehnte Winkler die Firmengeschäfte über den Firmenstandort hinaus. Im Mai 2008 trat Volker Winkler seinen Ruhestand an und übergab die Geschäftsführung der Energietechnik Winkler GmbH an seine beiden Söhne Volker und Roland.

## Politik
Winkler war von 1977 bis 1985 stellvertretender Bezirksparteiobmann und 1985 bis 1989 Bezirksparteiobmann der FPÖ im Pinzgau. Er war auf Landesebene innerparteilich zudem als Mitglied der Landesparteileitung aktiv und übernahm von 1987 bis 1992 das Amt des Landesparteiobmanns der FPÖ Salzburg. Er wurde am 16. Mai 1984 als Abgeordneter zum Salzburger Landtag angelobt und wechselte am 3. Mai 1989 in die Salzburger Landesregierung, der er bis zum 21. Oktober 1992 angehörte. Winkler musste seine Führungsposition zu Gunsten von Karl Schnell räumen, da er Jörg Haider als zu „zahm“ galt.
Winkler war neben seinem landespolitischen Engagement von 1974 bis 1989 Mitglied der Gemeindevertretung von Rauris. Des Weiteren war er von 1972 bis 1989 Geschäftsführer beziehungsweise Vorstand und seit 1993 Aufsichtsratsvorsitzender der Rauriser Hochalmbahnen AG sowie von 1972 bis 2002 Ausschussmitglied und zuletzt Finanzreferent des Rauriser Tourismusverbandes. Seit 1974 wirkte er auch als Vorstandsmitglied beziehungsweise Obmann-Stellvertreter der Raiffeisenkasse Rauris.

## Auszeichnungen
- Wappenmedaille der Marktgemeinde Rauris
- Goldenes Ehrenzeichen des Landes Salzburg (1992)
- Berufstitel Kommerzialrat (2004)
- Ehrenring der Marktgemeinde Rauris (2014)